# Cherier
Cherier là một xã trong tỉnh Loire miền trung nước Pháp.